# Lo spirito del demone
Lo spirito del demone è il secondo romanzo fantasy della prima trilogia del demone di R.A. Salvatore.

## Trama
Elbryan e Pony, di ritorno dal Barbacan, si recano a Caer'alfar, la città degli elfi per avvertirli della disfatta di Bestesbulzibar; Juraviel li raggiunse ai confini del reame dei Touel'alfar e spiegò loro che i profughi delle Terre dei Boschi si erano ritirati nelle foreste circostanti a Caer Tinella lottando contro la guarnigione di orchetti e powrie che l'aveva occupata.  
Nel frattempo, i monaci dell'abbazia di St-Mere-Abelle affrontarono una grande flotta powrie che intendeva effettuare un grande sbarco nella Baia di tutti i Santi per intraprendere la conquista del golfo di Corona: la scarsa coordinazione con un contingente di orchetti sulla terraferma causò una terribile disfatta che costrinse alla ritirata i resti della flotta.
Proprio quella disorganizzazione improvvisa e le voci di un'esplosione verificatasi nel lontano Barbacan, spinsero il Padre abate Markwart ad organizzare una spedizione per indagare su quei fatti.
Dopo un mese di viaggio, la carovana di monaci guidata dal Maestro Jojonah, giunse al Monte Aida, dove si svolse la battaglia tra Avelyn e il demone dactyl: qui i monaci trovano conferma che “Avelyn era in combutta con Bestesbulzibar” e trovano Bradwarden vivo, ma intrappolato sotto tonnellate di roccia. Una volta liberato il centauro, i monaci lo prendono in custodia portandolo verso sud, a St-Mere Abelle per interrogarlo. Ma il padre abate, una volta informato del centauro, per evitare di perdere tempo prezioso, si reca a Palmaris andando incontro alla carovana.
Da Bradwarden e dall'abate Dobrinion, Markwart riuscì a scoprire l'identità di Jilseponie, attuale custode delle pietre trafugate da Avelyn; per saperne di più sul conto della donna ordinò che i Chilichunk (la famiglia adottiva di Pony) venissero prelevati con la forza dalla loro locanda e trascinati nelle segrete di St. Precious con l'accusa di tradimento, arrivando a torturarli pur di  avere nuove informazioni. Per  evitare interferenze da parte dell'abate del monastero manda Jojonah a St. Honce, a Ursal, per discutere dalla santificazione di Frate Allabarnet.: tuttavia  questo non frena l'inquietudine di Dobrinion, e la sua crescente indignazione  per  il trattamento riservato ai membri della sua congregazione nelle segrete dell'abbazia, spingono il Padre Abate  e la carovana ad abbandonare Palmaris e trasferirsi a St-Mere Abelle, dove Dobrinion non aveva autorità.  Tuttavia prima di partire il prelato fece arrestare Connor Bildeborough, sia per garantirsi un lasciapassare per attraversare le mura cittadine, sia per pubblicizzare i propri prigionieri, nella speranza di attirare in trappola Pony. Una volta allontanati dalla città, Markwart sguinzagliò due Fratelli Giustizia per eliminare il fastidioso Abate Dobrinion e Connor Bildebourogh. Il prelato venne ucciso senza difficoltà e la colpa dell'omicidio fu data a un powrie mentre Connor riuscì a fuggire nel nord dopo aver compreso chi era il vero autore del misfatto: così i due boia della Chiesa si diressero a nord per assolvere la loro missione principale, ovvero il recupero delle pietre magiche.
Giunti a Caer Tinella, Pony, Elbryan e Juraviel fecero la conoscenza dell'orgoglioso Roger Lockless e combatterono duramente la guarnigione nemica al fine di riuscire a creare un passaggio sicuro per i profughi verso il sud. Proprio mentre scortavano gli sfollati a Palmaris, si imbatterono in Connor Bildeborough che li avvertì dell'arrivo imminente dei Fratelli Giustizia e della cattura della sua famiglia adottiva e di Bradwarden. In vantaggio sui loro assalitori, Elbryan e i suoi compagni gli tesero una trappola che permise di eliminare un assassino e di catturare il suo collaboratore, la prova vivente del coinvolgimento del padre abate nell'omicidio di Dobrinion.  
Saputa della morte dell'abate di St. Precious, Jojonah non ebbe dubbi sul mandante dell'omicidio e sul da farsi: nel corso degli ultimi mesi aveva assistito a troppe ingiustizie, a partire dalle accuse ad Avelyn fino alle torture che i Chilichunk avevano dovuto subire. Così tornò a St-Mere- Abelle per tenere sotto controllo il padre abate e per avere delle risposte: nelle settimane successive si dedicò alla ricerca nell'antica biblioteca dell'abbazia per verificare come era la chiesa ai suoi albori. Dopo aver tentato di verificare le condizioni dei prigionieri del padre abate, Jojonah venne obbligato a scortare, Marcalo De‘Unnero, il nuovo abate di St. Precious (e fedele seguace di Markwart) a Palmaris: il suo sogno di creare una chiesa più giusta veniva così distrutto e la sua missione passò sulle spalle del suo discepolo Braumin Herde.
Elbryan, Pony e Juraviel intanto si diressero a St-Mere-Abelle con l'intenzione di liberare Bradwarden e i Chilichunk. Si separarono così da Roger e da Connor e si prepararono per dirigersi a sud-est; tuttavia poco lontano da Palmaris avvenne l'impensabile: il fratello giustizia riuscì a liberarsi e a uccidere Connor, per poi gettarsi all'inseguimento di Roger che con un astuto piano riuscì ad eliminare il pericoloso monaco. Con l'approvazione di Elbryan, Pony edell'elfo, il giovane ragazzo si diresse alla residenza del barone Bildeborough, zio di Connor e gli narrò l'intera vicenda; il nobile decise a quel punto di andare ad Ursal alla corte del Re e di portare Roger con sé in qualità di testimone al fine di smascherare i misfatti della Chiesa Abellicana.
Lungo la strada il ranger e i suoi compagni incontrarono Jojonah, allontanatosi con una scusa dal corteo di De'Unnero, che volle accompagnarli al monastero e aiutarli nella loro missione. Essi riuscirono a penetrare nell'abbazia e a salvare Bradwarden, scoprendo con orrore che i Chilichunk non solo erano morti, ma erano stati rianimati con le arti oscure e posseduti da spiriti maligni.
Nell'inverno dello stesso anno, mentre Pony, Elbryan, Bradwarden e Juraviel si ricongiungevano ai loro amici, il Collegio degli Abati guidato da Markwart dichiarò Jojonah un eretico assieme ad avelyn Desbris e lo condannò al rogo.

## Personaggi principali
- Jilseponie Ault
- Elbryan Wyndon
- Belli'mar Juraviel
- Roger Lockless
- Dalembert Markwart
- Maestro Jojonah
- Bestesbulzibar
- Bradwarden